# أرلين سانفورد
أرلين سانفورد (بالإنجليزية: Arlene Sanford)‏ هي مخرجة أمريكية، ولدت في عقد 1950 في نيويورك في الولايات المتحدة.

## وصلات خارجية
- أرلين سانفورد على موقع IMDb (الإنجليزية)
- أرلين سانفورد على موقع ألو سيني (الفرنسية)
- أرلين سانفورد على موقع أول موفي (الإنجليزية)
- أرلين سانفورد على موقع قاعدة بيانات الأفلام السويدية (السويدية)
- أرلين سانفورد على موقع ديسكوغز (الإنجليزية)
- أرلين سانفورد على موقع قاعدة بيانات الفيلم (الإنجليزية)
- أرلين سانفورد على موقع كينوبويسك (الروسية)